# Репнин, Пётр Петрович
Пётр Петро́вич Репни́н (18 сентября 1894 — 24 июля 1970) — русский и советский актёр театра, кино и дубляжа, сценарист.

## Биография
Родился 18 сентября 1894 года в мещанской семье известного петербургского фотографа. Мать занималась воспитанием детей – дочери и двух сыновей.
С юных лет маленький мальчик больше всего любил играть «в театр».
Увлечение мальчика быстро переросло в участие в ученических спектаклях. Причём он был не только актёром, но и декоратором и даже портным. Первой заметной его ролью стала госпожа Простакова в «Недоросле» Фонвизина. Это были годы, когда все мальчишки посещали модные тогда «Тиоскоп», «Синематограф», «Иллюзион». Кино наполняло юную душу сказочными переживаниями, оставляя глубокий след в памяти. И не удивительно, что позднее он ступил на профессиональную актёрскую стезю.
После окончания профессионально-технического училища работал в конторе Сормовских заводов – надо было помогать семье, рано потерявшей кормильца. Учился в Реальном училище А. С. Черняева с 1907 по 1914 год. Затем уехал в Алупку к своему крёстному отцу, фотографу В
 Н. Сокорнову Параллельно с учёбой юноша два года занимался в художественной школе барона А. Л. Штиглица, где научился довольно неплохо рисовать, а также освоил фотоискусство.
С 1914 года играл в любительской антрепризе В. С. Воронского и Л. Л. Соколова. В 1915—1918 годах — актёр Петроградского театра миниатюр. В 1918—1922 годах учился режиссуре на курсах мастеров сценической постановки под руководством В. Э. Мейерхольда. С 1920 года — актёр театра-кабаре «Летучая мышь».
В 1932—1934 годах состоял в труппе театра Бауманских ребят в качестве актёра, в 1934—1938 годах — Реалистического театра под руководством Н. П. Охлопкова, в 1938—1940 годах — Камерного театра.
С 1941 года — во Всесоюзной государственной концертной организации, в 1942 году — в джаз-оркестре Покрасса, в 1942—1944 годах — актёр фронтового филиала Малого театра. В 1944—1945 годах — актёр театра при «Мосфильме», в 1945—1947 годах — в театре Музыкальной драмы Министерства здравоохранения.
С 1947 по 1955 годы — актёр Театра-студии киноактёра.
Умер в 1970 году. Похоронен на Ваганьковском кладбище (2-й участок).

## Семья
Был официально женат один раз. От последнего гражданского брака родилась дочь Ольга (12.11.1937—19.11.2016).

## Творчество

### Роли в театре
1921 — Мистерия-буфф — поп (Театр РСФСР 1-й)

### Фильмография
- 1924 — Гонка за самогонкой — Сенька (актёрская и сценарная работа)
- 1925 — На верном следу — Петька Репин
- 1925 — Даёшь радио!
- 1926 — Винтик из другой машины — Ксенофонт Гаврилович Перечница
- 1926 — Эх, яблочко!
- 1926 — Мисс Менд — бандит
- 1926 — Когда пробуждаются мёртвые — телеграфист Ардальон Медальонов
- 1928 — Белый орёл — архиерей
- 1928 — Бенефис клоуна Жоржа — секретарь
- 1928 — Капитанская дочка — гвардии сержант
- 1929 — Живой труп
- 1929 — Комета — купец
- 1930 — Манометр — прогульщик
- 1932 — Крылья — Снежинский, лётчик
- 1933 — Чёрный барак — старик-крестьянин
- 1934 — Пышка — господин Каррэ-Ламадон
- 1935 — Вражьи тропы — Бутешкин
- 1936 — Застава у Чёртова брода
- 1936 — Зори Парижа — служитель церкви (нет в титрах)
- 1936 — Строгий юноша — костюмер в театре
- 1939 — Девушка с характером — Цветков, директор фабрики патефонных пластинок
- 1939 — Подкидыш — Муля, муж Ляли
- 1939 — Шуми городок — Сидоров, секретарь
- 1941 — Боевой киносборник № 1 — Гитлер
- 1941 — Дочь моряка — эпизодическая роль
- 1941 — Парень из тайги — Анатолий Георгиевич Пасецкий, бывший актёр драматических театров
- 1946 — Белый клык — золотоискатель
- 1949 — Кубанские казаки — 2-й зритель на концерте (нет в титрах)
- 1950 — Заговор обречённых — Джейк (нет в титрах)
- 1953 — Адмирал Ушаков — придворный (нет в титрах)
- 1953 — Беззаконие (короткометражный) — сосед Мигуева (нет в титрах)
- 1954 — Анна на шее — гость на балу у князя (нет в титрах)
- 1955 — Секрет красоты (короткометражный) — клиент парикмахерской
- 1955 — Нестерка — диспутант
- 1956 — Моя дочь — директор театра
- 1956 — На подмостках сцены — Налимов, сотрудник театра
- 1956 — Девочка и крокодил — дворник (в титрах указан как В. Репнин)
- 1956 — Урок истории — посетитель в ресторане (произносит фразу: «Господин Мюллер, а имя фюрера там не было упомянуто?») (нет в титрах)
- 1957 — Под золотым орлом — Цупович, украинский националист, коммерсант из Львова
- 1958 — Атаман Кодр — губернатор Фёдоров
- 1959 — Верные сердца
- 1960 — Испытательный срок — хозяин комиссионного магазина
- 1961 — Вольный ветер — комиссар полиции
- 1961 — Совершенно серьёзно — кинокритик в прологе (нет в титрах)
- 1962 — Я купил папу — роль покупателя (в очереди в кассу) в магазине
- 1962 — Цепная реакция — Кадецкий
- 1962 — Без страха и упрёка — пенсионер с собачкой
- 1963 — Слепая птица — попутчик
- 1964 — Сокровища республики — Куроедов, старый таможенный инспектор
- 1965 — На завтрашней улице — эпизодическая роль
- 1967 — В горах моё сердце (короткометражный) — булочник Козак
- 1967 — Кавказская пленница, или Новые приключения Шурика — главврач психбольницы (в титрах указан как Н. Репнин)
- 1968 — Щит и меч — хозяин ресторана
- 1969 — Преступление и наказание — доктор
- 1970 — Встряска (короткометражный) — художник иконописной мастерской

## Награды
- Медаль «За трудовую доблесть» (6 марта 1950) — за выдающиеся заслуги в развитии советской кинематографии, в связи с 30-летием[2].